# Romuald Michał Piekarski
Romuald Michał Piekarski (ur. 1954 w Koszalinie) – polski filozof, dr hab. nauk humanistycznych, profesor uczelni Instytutu Filozofii Wydziału Nauk Społecznych Uniwersytetu Gdańskiego.

## Życiorys
W 1990 obronił pracę doktorską Problem wartości poznawczych literackiego i filmowego dzieła sztuki, 27 stycznia 2011 habilitował się na podstawie pracy zatytułowanej Koncepcja cnót politycznych Machiavellego na tle elementów klasycznej etyki cnót. Piastuje funkcję profesora uczelni Instytutu Filozofii Wydziału Nauk Społecznych Uniwersytetu Gdańskiego.
Był, przez jedną kadencję, zastępcą dyrektora w Instytucie Filozofii, Socjologii i Dziennikarstwa na Wydziale Nauk Społecznych Uniwersytetu Gdańskiego.